# John Battelle

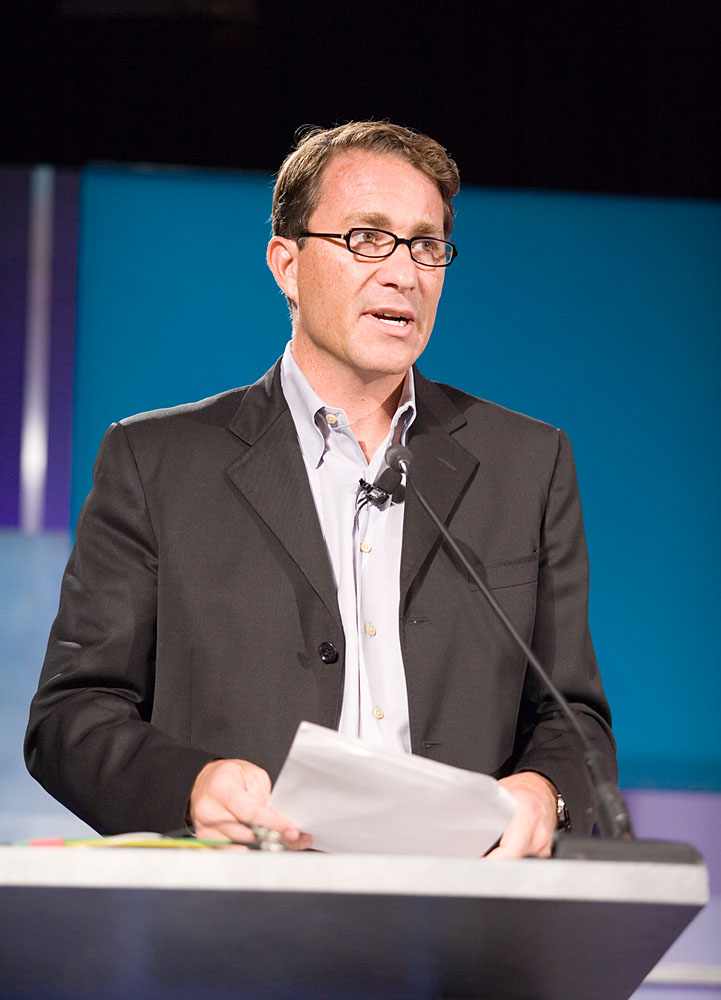
John Battelle en la conferencia de la Web 2.0 en 2005.

John Linwood Battelle es un periodista así como fundador y presidente de la Federated Media Publishing. Ha sido profesor visitante de periodismo en la Universidad de Berkeley. Además mantiene Searchblog
, un blog sobre la búsqueda, tecnología y multimedia.
Battelle es uno de los fundadores primitivos de la revista Wired, el fundador de la revista The Industry Standard, y mánager del blog colaborativo Boing Boing. También ha escrito para Business 2.0 y es presidente de la conferencia Web 2.0. Estudió en la Universidad de Berkeley, obtuvo una licenciatura en Antropología en 1987 y un master en periodismo que logró en 1992.
En 2005 Battelle publicó The Search: How Google and Its Rivals Rewrote the Rules of Business and Transformed Our Culture, creando un ciclo cronológico del aumento de motores de búsqueda en línea, en especial Google.